# Peter Andersson (Eishockeyspieler, 1965)
Anders Bengt Peter Andersson (* 29. August 1965 in Örebro) ist ein ehemaliger schwedischer Eishockeyspieler und derzeitiger -trainer sowie -funktionär, der in seiner aktiven Zeit von 1981 bis 2005 unter anderem für die New York Rangers und Florida Panthers in der National Hockey League gespielt hat. Seine Söhne Calle und Rasmus sind ebenfalls professionelle Eishockeyspieler.

## Karriere
Peter Andersson begann seine Karriere als Eishockeyspieler in seiner Heimatstadt in der Nachwuchsabteilung des Örebro IK, für dessen Profimannschaft er von 1981 bis 1983 in der damals noch zweitklassigen Division 1 aktiv war. Im Anschluss an die Saison 1982/83, in der er in 25 Spielen 20 Scorerpunkte, davon zehn Tore, erzielt hatte, wurde er zum besten Junioren-Eishockeyspieler Schwedens gewählt. Zudem wurden die New York Rangers auf ihn aufmerksam, die ihn im NHL Entry Draft 1983 in der vierten Runde als insgesamt 73. Spieler auswählten. Zunächst blieb der Verteidiger jedoch in seiner schwedischen Heimat, in der er von 1983 bis 1989 für den Färjestad BK in der Elitserien, der höchsten schwedischen Spielklasse, antrat. Mit der Mannschaft aus Karlstad gewann er 1986 und 1988 jeweils den schwedischen Meistertitel, in der Saison 1986/87 wurde er zudem Vizemeister mit seiner Mannschaft.
Im Sommer 1989 unterschrieb Andersson einen Vertrag beim Zweitligisten Malmö IF, mit dem er in der Saison 1989/90 auf Anhieb in die Elitserien aufstieg und zwei Jahre später sogar deren Meistertitel gewann. Nach seiner Olympiateilnahme 1992 beorderten ihn die New York Rangers, die weiterhin die Rechte am Spieler besaßen, nach Nordamerika. Dort konnte er sich in der National Hockey League jedoch nicht endgültig durchsetzen, so dass er in eineinhalb Spielzeiten für die Rangers nur in 39 Spielen auf dem Eis stand, in denen er jedoch 17 Scorerpunkte erzielen konnte. Am 21. März 1994 wurde der Schwede schließlich kurz vor Ende der Trade Deadline im Tausch gegen ein Neuntrunden-Wahlrecht für den NHL Entry Draft 1994 an die Florida Panthers abgegeben. Bis zum Ende der Spielzeit absolvierte er weitere acht Spiele für das Team aus Florida, ehe er nach Saisonende nach Malmö zurückkehrte.
Von 1994 bis 1996 stand Andersson beim Malmö IF in der Elitserien, wobei er die Saison 1995/96 bei der Düsseldorfer EG beendete, mit der er auf Anhieb Deutscher Meister wurde. Nach einem weiteren Jahr bei den Rheinländern unterschrieb er einen Vertrag beim HC Lugano, für den er von 1997 bis 2001 in der Schweizer Nationalliga A auflief. In diesem Zeitraum gewann er mit Lugano in der Saison 1998/99 den Schweizer Meistertitel. Zuletzt spielte der Linksschütze von 2001 bis 2005 noch einmal für Malmö in der Elitserien, wobei er in der Saison 2004/05 Mannschaftskapitän war. Anschließend beendete er im Alter von 40 Jahren seine aktive Karriere.

### Als Trainer
Nach seinem Karriereende blieb der ehemalige NHL-Spieler bei den Malmö Redhawks, für die er von 2005 bis 2008 als Teammanager tätig war. Anschließend war er ein Jahr lang General Manager des Clubs, wobei er in der Saison 2008/09 in der zweitklassigen HockeyAllsvenskan noch einmal die Schlittschuh für den Club schnürte. Ab der Saison 2009/10 war er Cheftrainer bei seinem Heimatverein Örebro HK und schaffte mit diesem 2013 die Aufstieg in die Elitserien. Für diesen Erfolg wurde er mit der Auszeichnung Årets Coach geehrt. Anschließend verließ er den Verein und wurde vom HC Lugano als Assistenztrainer eingestellt, ehe er im Oktober 2015 zusammen mit Patrick Fischer entlassen wurde.
Von 2016 bis 2020 war Andersson Cheftrainer der Malmö Redhawks aus der höchsten schwedischen Spielklasse. Anschließend folgte ein Engagement bei Brynäs IF, von dem er im April 2021 vor Beginn der Liga-Relegation entlassen wurde. In der Folge war er ohne Anstellung, ehe er im November 2022 Assistenztrainer von Geoff Ward beim Schweizer Klub Lausanne HC wurde. Dort war er bis zum Sommer 2025 im Amt, ehe er Cheftrainer des Västerås IK wurde.

### International
Für Schweden nahm Andersson im Juniorenbereich an den U18-Junioren-Europameisterschaften 1982 und 1983, sowie den U20-Junioren-Weltmeisterschaften 1983, 1984 und 1985 teil. Im Seniorenbereich stand er im Aufgebot seines Landes bei den Weltmeisterschaften 1993, 1994 und 2001, sowie bei den Olympischen Winterspielen 1992 in Albertville.

## Erfolge und Auszeichnungen
| - 1983 Schwedischer Junioren-Eishockeyspieler des Jahres - 1986 Schwedischer Meister mit dem Färjestad BK - 1987 Schwedischer Vizemeister mit dem Färjestad BK - 1988 Schwedischer Meister mit dem Färjestad BK - 1988 Meiste Scorerpunkte aller Elitserien-Verteidiger - 1990 Aufstieg in die Elitserien mit dem Malmö IF - 1991 Spengler Cup All-Star Team - 1992 Schwedischer Meister mit dem Malmö IF | - 1992 Bester Torschütze aller Elitserien-Verteidiger - 1992 Topscorer aller Elitserien-Verteidiger in den Playoffs - 1992 Topscorer in den Elitserien-Playoffs - 1996 Deutscher Meister mit der Düsseldorfer EG - 1999 Schweizer Meister mit dem HC Lugano - 2000 Topscorer aller Verteidiger der Nationalliga A - 2000 Bester Torschütze aller Verteidiger der Nationalliga A |

### International
- 1982 Goldmedaille bei der U18-Junioren-Europameisterschaft
- 1993 Silbermedaille bei der Weltmeisterschaft
- 1994 Bronzemedaille bei der Weltmeisterschaft
- 2001 Bronzemedaille bei der Weltmeisterschaft